# Ucazul de la Ems
Ucazul de la Ems (în limbile rusă Эмский указ, ucraineană Емський указ), a fost un decret secret (ucaz) al țarului Alexandru al II-lea al Rusiei emis în  1876, prin care se interzicea folosirea limbii ucrainene (așa-numitul dialect malorus) pentru lucrările tipărite, cu excepția retipăririi documentelor vechi. Ucazul interzicea de asemenea importul de publicații, punerea în scenă a pieselor de teatru sau ținerea de conferințe în limba ucraineană. Ucazul își datorează numele orașului Bad Ems din Germania, unde a fost promulgat actul.

## Contextul general
La sfârșitul deceniului al șaptelea al secolului al XIX-lea, după cincisprezece ani de la desființarea societății secrete ucraineană Frăția Sfinților Chiril și Metodie, și exilarea fondatorul ei Nicolai Kostomarov, intelectualii ucraineni luptau în continuare pentru recunoașterea culturii naționale. În mai multe orașe ucrainene au apărut asociații culturale  Hromada și școli de duminică. Lupta pentru cultura națională se dădea prin intermediul publicațiilor, atât în limba rusă cât și în ucraineană, așa cum au fost ziarele Оснoва (Osnova = Baza) (1861 – 1862) a lui Kostomarov sau Черниговский листок (Cernihovskii Listok = Foița Cernigovului)  (1861 – 1863) a lui Leonid Hlibov, monografiile (biografia hatmanului cazac  Bogdan Hmelnițki de Kostomarov, monografiile istorico-folcloristice Записки о Южной Руси  (Note despre Rusia sudică) ale lui Panteleimon Kuliș) sau abecedarele (Буквар южноруксий = Abecedarul rușilor de sud) de Taras Șevcenko). În gazeta Osnova, Kostomarov a publicat influentul său articol „Două naționalități ruse”. 
Deși „ucrainismul” (sau „malorusianismul”) a fost considerat un curent popular și la modă în cercurile culturale ruse, a început o dezbatere asupra relației acestuia cu ideologia rusă a panslavismului, (rezumat printr-un citat din Pușkin: „nu se vor uni toate râurile slave în marea rusă?”). Rușii conservatori numeau mișcarea de renaștere națională ucraineană „intrigă poloneză”, iar polonezii se plângeau că ucrainismul era utilizat ca armă împotriva culturii poloneze în Ucraina vestică (de pe malul vestic al Niprului). 
După abolirea iobăgiei din 1861, numeroși moșieri au fost puternic nemulțumiți de pierderea șerbilor lor, în vreme ce țăranii au fost nemulțumiți de condițiile emancipării. În această atmosferă de nemulțumire generală, la curtea de la Sankt Petersburg au ajuns veștile despre comploturile secesioniste ale unor lideri ucraineni. Răscoala din ianuarie 1863 din Polonia a acutizat tensiunile legate de separatismul etnic din imperiu. Mai mulți activiști ucraineni au fost arestați, școlile de duminică și asociațiile culturale au fost interzise, iar publicațiile lor au fost suspendate. 
O traducere nouă de Filipp Moracevski a unor părți ale Noului Testament a fost supusă examinării și aprobată de Academia Imperială de Științe, dar a fost respinsă de Sfântul Sinod al Bisericii Ortodoxse Ruse, deoarece a fost considerată suspectă din punct de vedere politic.  Ca răspuns, ministrul de interne, contele Piotr Valuev, a emis pe 18 iulie 1863 un ordin către cenzorii de stat. Circulara Valuev a introdus o nouă politică de cenzură bazată pe opinia contelui conform căreia „limba ucraineană nu a existat niciodată, nu există și nu va exista vreodată”. Circulara a interzis publicarea cărților seculare sau religioase (mai puțin cele beletristice) în ucraineană, pe baza presupunerii că asemenea publicații au un context cu potențial primejdios, dat fiind faptul că susține ideea antiimperială a existenței unei națiuni ucrainene.

## Apariția ucazului
În deceniul al optulea al secolului al XIX-lea, organizația Hromada din Kiev și filiala sud-vestică a Societății Imperiale de Geografie au început să publice lucrări importante în limba rusă despre etnografia ucraineană. Autorii au ținut un congres în 1874, ale cărui rezultate au fost publicate în ziarul de limbă rusă Киевский Телеграф (Telegraful Kievului). 
Unul dintre membrii Societății Geografice, Mihail Iuzefovici, a trimis două scrisori guvernului din Sankt Petersburg prin care atrăgea atenția asupra unei presupuse activități separatiste. Țarul Alexandru al II-lea a numit o comisie, care a cercetat problema și a pus o rezoluție prin care se recunoștea existența unor amenințări la adresa statului și a recomandat extinderea prevederilor decretului lui Valuev. În timp ce se trata în stațiunea balneară Bad Ems în mai 1876, țarul a semnat un act care avea să devină cunoscut ca „Ucazul de la Ems”, prin care extindeau prevederile circularei ministrului de interne asupra tuturor cărților și versurilor cântecelor scrise în „dialectul malorusian” și se interzicea importul unor asemenea materiale. Conferințele publice, piesele de teatru și spectacolele muzicale în limba ucraineană au fost interzise, profesorii suspecți au fost îndepărtați din posturi, iar organizațiile și ziarele ucrainene considerate periculoase au fost închise. 
Promulgarea ucazului a fost făcută simultan cu luarea altor măsuri împotriva culturii ucrainene. Mai mulți profesori de etnie ucraineană au fost îndepărtați din posturile deținute în cadrul Universității Sfântul Vladimir din Kiev, intelectualii fiind nevoiți să emigreze.  
În 1881, noul țar Alexandru al III-lea a modificat ucazul. Versurile și dicționarele ucrainene erau permise, dar alfabetul ucrainean („kulișivka”, după numele lui  Panteleimon Kuliș) era încă interzis, iar publicațiile trebuiau să folosească alfabetul rus (numit peiorativ de ucraineni „iarîșka” după numele a două semne din alfabetul rus ъ și ь – semnul tare, respectiv moale). Reprezentațiile teatrale și spectacolele muzicale satirice puteau fi aprobate de autoritățile locale, dar nu se puteau înființa trupe teatrale care să joace exlusiv în limba ucraineană. 
În ciuda apariției unui număr important de publicații și a unor reprezentații în limba ucraineană, posibile de multe ori cu ajutorul mituirii autorităților, dezvoltarea culturii ucrainene a fost stopată temporar.

## Urmări
După înfrângerea revoluției din 1905, Academia Imperială de Științe a recomandat ca restricțiile impuse de ucazul de la Ems să fie ridicate. A reînceput publicarea ziarelor ucrainene, s-au reînființat societățile culturale, la Universitatea din Kiev un număr de profesori și-a ținut cursurile în ucraineană, iar în cadrul bisericilor ortodoxe a fost permisă ținerea slujbelor în limba locuitorilor. 
În 1910, ministrul de interne Piotr Stolîpin a reintrodus restricțiile vechiului ucaz și a închis societățile culturale și publicațiile ucrainene. Presa de limbă rusă și unii intelectuali ruși au lansat o campanie de presă împotriva ideii autonomiei sau separării Ucrainei. 
Din acest motiv, intelectualii ucraineni au fost rupți de populația rurală, țăranii fiind lipsiți de orice șansă de acces la cultură și educație în limba maternă. Ideologia imperială rusă domina școala și armata, iar limba rusă era singura folosită în afacerile oficiale, în locurile publice din orașe, în birourile administrației de stat, etc. Identitatea națională ucraineană avea să se întărească însă în provincia austro-ungară Galiția, departe de puterea imperială rusă. 
Ucazul de la Ems nu a fost niciodată abrogat în mod oficial, dar a fost lovit de nulitate odată cu restul legilor imperiale ruse după izbucnirea Revoluției din Februarie. Limba și cultura ucraineană au primit un imbold puternic pentru dezvoltare după 1918, în formațiunile statale efemere Republica Populară Ucraineană și Hatmanatul și, în Uniunea Sovietică, în timpul aplicării politicii de „indigenizare” (până la sfârșitul deceniului al patrulea).